# Poker di Maggio
Poker di Maggio è stato un programma televisivo italiano di genere musicale, andato in onda tra il 24 e il 26 maggio 1985 su Rai 2.

## Descrizione
Ideato da Gianni Ravera sull'onda del successo ottenuto nei tre anni precedenti dal suo Azzurro (che nel frattempo era passato alle reti Fininvest) e finanziato dal Casinò di Sanremo, il programma si svolse per un'unica edizione nel 1985 al Teatro Ariston, sito nella cittadina ligure, con la prospettiva di fare della stessa località balneare la "capitale" anche della musica estiva, spodestando la trasmissione-festival rivale Un disco per l'estate, che si svolgeva a Saint-Vincent.
Per la conduzione vennero scelti Massimo Ranieri e Sabina Ciuffini, mentre la gara canora prevedeva una sfida tra 4 squadre (ciascuna chiamata secondo un seme delle carte da Poker, motivo decorativo ripreso anche nella scenografia del palco) composte ciascuna da artisti sia italiani che internazionali.
Le squadre furono così organizzate:
- Squadra "Asso di cuori": Roberta Voltolini ("Forza"), Nino Buonocore ("Io mi inventerò"), Stefano Rosso ("Bella è l'età"), Laura Valente ("Isole nella corrente"), Marco Rancati ("Velocità lucidamente"), Michael Cretu ("Samurai");
- Squadra "Asso di quadri": Mia Martini ("Spaccami il cuore"), Mango ("Australia"), Enrico Ruggeri ("Poco più di niente"), Gloria ("Le donne italiane"), Paolo Scheriani ("Un'Italia fa"), Modern Talking ("You're My Heart, You're My Soul");
- Squadra "Asso di fiori": Jo Squillo ("Roulette"), Zucchero Fornaciari ("Per una delusione in più"), Mimmo Locasciulli ("Non voglio più"), Lu Colombo ("Rimini"), Bob Smith ("Too Much to Me"), The Adventures ("Send My Heart");
- Squadra "Asso di picche": Donatella Milani ("Vorrei farti capire"), Marco Armani ("Per i tuoi occhi"), Fiordaliso ("Sola no non ci sto"), Laura Bitto ("Figli dell'immagine"), Alberto Solfrini ("La domenica la gente va al mare"), Everything but the Girl ("When All's Well").

Le prime due squadre si esibirono nel corso della prima serata, le altre due squadre durante la serata successiva. Nella finale prevalse la squadra "Assi di cuori".
I 10 ospiti furono Alice, Tony Esposito, Milva, Eros Ramazzotti, Enzo Jannacci, Peppino di Capri, Eugenio Finardi, Marcella - Gianni Bella e Ron.
Le serate andarono in onda in diretta televisiva e la finale fu anche trasmessa in Eurovisione.
Nonostante la dichiarata intenzione degli autori e di Ravera stesso di riproporre negli anni successivi la gara canora, essa fu accantonata.